# Deutsche Landwirtschafts-Gesellschaft
La Deutsche Landwirtschafts-Gesellschaft (Società Tedesca indipendente per l'Agricoltura), nota anche come DLG, fu fondata nel 1885 dall'ingegnere e scrittore Max Eyth; nel 2011 aveva più di 23000 membri e la sua sede si trova a Francoforte sul Meno. È l'organizzazione leader in Europa per le valutazioni qualitative.

## Scopi
- Promozione della qualità nel settore alimentare
- Sostegno allo sviluppo tecnico e scientifico dell'agricoltura